# Lista monumentelor istorice din județul Prahova - G

Simbol utilizat pentru monumentele istorice

Lista monumentelor istorice din județul Prahova - G cuprinde monumentele istorice înscrise în Patrimoniul cultural național al României și aflate în localități din județul Prahova al căror nume începe cu litera G.
Lista completă este menținută și actualizată periodic de către Ministerul Culturii, Cultelor și Patrimoniului Național din România, prin intermediul Institutului Național al Patrimoniului, ultima versiune datând din 2015. Această listă cuprinde și actualizările ulterioare, realizate prin ordin al ministrului culturii.
Puteți căuta un monument din județul Prahova folosind formularul de mai jos sau puteți naviga prin toate monumentele din județ la lista monumentelor istorice din județul Prahova.
| Cod LMI                                             | Denumire                                      | Localitate                                 | Localizare                                                            | Datare, Creatori                           | Imagine               | Erori             |
| --------------------------------------------------- | --------------------------------------------- | ------------------------------------------ | --------------------------------------------------------------------- | ------------------------------------------ | --------------------- | ----------------- |
| PH-I-s-A-16179 (RAN: 133438.01)                     | Situl arheologic de la Gherghița              | sat Gherghița; comuna Gherghița            | „La Târg”, în vatra satului 44.79972°N 26.26861°E                     |                                            | Încarcă foto \| video | Raportează eroare |
| PH-I-m-B-16179.01                                   | Așezare                                       | sat Gherghița; comuna Gherghița            | „La Târg”, în vatra satului                                           | sec. IX - X                                | Încarcă foto \| video | Raportează eroare |
| PH-I-m-B-16179.02                                   | Așezare                                       | sat Gherghița; comuna Gherghița            | „La Târg”, în vatra satului                                           | Neolitic                                   | Încarcă foto \| video | Raportează eroare |
| PH-I-s-A-16180 (RAN: 133438.02)                     | Situl arheologic de la Gherghița              | sat Gherghița; comuna Gherghița            | „La Cercelata”                                                        |                                            | Încarcă foto \| video | Raportează eroare |
| PH-I-m-A-16180.01 (RAN: 133438.02.03)               | Așezare                                       | sat Gherghița; comuna Gherghița            | „La Cercelata” 44.80135°N 26.24573°E                                  | sec. IX - X                                | Încarcă foto \| video | Raportează eroare |
| PH-I-m-A-16180.02 (RAN: 133438.02.02)               | Așezare                                       | sat Gherghița; comuna Gherghița            | „La Cercelata” 44.80135°N 26.24573°E                                  | Epoca bronzului                            | Încarcă foto \| video | Raportează eroare |
| PH-I-m-A-16180.03 (RAN: 133438.02.01)               | Așezare                                       | sat Gherghița; comuna Gherghița            | „La Cercelata” 44.80135°N 26.24573°E                                  | Eneolitic, Cultura Gumelnița               | Încarcă foto \| video | Raportează eroare |
| PH-I-s-B-16181 (RAN: 133303.02)                     | Situl arheologic de la Ghinoaica              | sat Ghinoaica; comuna Vadu Săpat           | „Valea Rea”, pe dreapta văii                                          |                                            | Încarcă foto \| video | Raportează eroare |
| PH-I-m-B-16181.01 (RAN: 133303.02.02)               | Așezare                                       | sat Ghinoaica; comuna Vadu Săpat           | „Valea Rea”, pe dreapta văii 45.06111°N 26.39556°E                    | sec. V-VII p. Chr.                         | Încarcă foto \| video | Raportează eroare |
| PH-I-m-B-16181.02 (RAN: 133303.02.01)               | Așezare                                       | sat Ghinoaica; comuna Vadu Săpat           | „Valea Rea”, pe dreapta văii 45.06111°N 26.39556°E                    | Latène                                     | Încarcă foto \| video | Raportează eroare |
| PH-I-s-B-16182 (RAN: 133303.03)                     | Situl arheologic de la Ghinoaica              | sat Ghinoaica; comuna Vadu Săpat           | În partea de sudavăii Scheii, la confluențavăii Liciului cu Scheianca |                                            | Încarcă foto \| video | Raportează eroare |
| PH-I-m-B-16182.01 (RAN: 133303.03.04)               | Necropolă                                     | sat Ghinoaica; comuna Vadu Săpat           | În partea de sudavăii Scheii, la confluențavăii Liciului cu Scheianca | Epoca bronzului                            | Încarcă foto \| video | Raportează eroare |
| PH-I-m-B-16182.02 (RAN: 133303.03.03)               | Așezare                                       | sat Ghinoaica; comuna Vadu Săpat           | În partea de sudavăii Scheii, la confluențavăii Liciului cu Scheianca | Eneolitic, Cultura Gumelnița               | Încarcă foto \| video | Raportează eroare |
| PH-I-m-B-16182.03 (RAN: 133303.03.01, 133303.03.02) | Așezare                                       | sat Ghinoaica; comuna Vadu Săpat           | În partea de sudavăii Scheii, la confluențavăii Liciului cu Scheianca | Neolitic, Cultura Boian                    | Încarcă foto \| video | Raportează eroare |
| PH-I-s-B-20210 (RAN: 133303.01)                     | Așezare                                       | sat Ghinoaica; comuna Vadu Săpat           | „La Persu” 45.06583°N 26.40028°E                                      | Neolitic timpuriu, Cultura Starčevo - Criș | Încarcă foto \| video | Raportează eroare |
| PH-II-m-B-16495                                     | Casa Gheorghe Neagu                           | sat Gheaba; comuna Măneciu                 | 201                                                                   | sf. sec. XIX                               | Încarcă foto \| video | Raportează eroare |
| PH-II-m-B-16496                                     | Casa Sevasta Munteanu                         | sat Gheaba; comuna Măneciu                 | 363                                                                   | înc. sec. XX                               | Încarcă foto \| video | Raportează eroare |
| PH-II-m-B-16497                                     | Casa Ion Baciu                                | sat Gheaba; comuna Măneciu                 | 505                                                                   | sf. sec. XIX-înc. sec. XX                  | Încarcă foto \| video | Raportează eroare |
| PH-II-m-B-16498                                     | Casa Elena Cârstocea                          | sat Gheaba; comuna Măneciu                 | 654                                                                   | sf. sec. XIX-înc. sec. XX                  | Încarcă foto \| video | Raportează eroare |
| PH-II-m-B-16499                                     | Casa Ion Savu                                 | sat Gheaba; comuna Măneciu                 | 360                                                                   | sf. sec. XIX-înc. sec. XX                  | Încarcă foto \| video | Raportează eroare |
| PH-II-m-B-16500                                     | Casa cu prăvălie Nicolae Matei                | sat Gheaba; comuna Măneciu                 | Str. Gării 416                                                        | 1916                                       | Încarcă foto \| video | Raportează eroare |
| PH-II-m-B-16501                                     | Casa Eugenia Prunuță                          | sat Gheaba; comuna Măneciu                 | Str. Tabla Buții 477                                                  | sf. sec. XIX-înc. sec. XX                  | Încarcă foto \| video | Raportează eroare |
| PH-II-m-A-16502 (RAN: 133438.05)                    | Biserica „Sf. Dumitru” - de Piatră            | sat Gherghița; comuna Gherghița            | 126                                                                   | 1705, ref. 1802 și 1888                    |                       | Raportează eroare |
| PH-II-m-A-16503 (RAN: 133438.06)                    | Biserica „Sf. Procopie” - Domnească           | sat Gherghița; comuna Gherghița            | 230                                                                   | 1641, ref. 1895                            |                       | Raportează eroare |
| PH-II-a-A-16504 (RAN: 130570.01)                    | Mănăstirea Ghighiu                            | sat Ghighiu; comuna Bărcănești             | 1A 44.90069°N 26.06527°E                                              | 1817, 1856 - 1866                          | Alte imagini          | Raportează eroare |
| PH-II-m-A-16504.01                                  | Biserica Mare „Izvorul Tămăduirii”            | sat Ghighiu; comuna Bărcănești             | 1A 44.90035°N 26.06562°E                                              | 1866                                       |                       | Raportează eroare |
| PH-II-m-A-16504.02                                  | Biserica Mică „Învierea Sfântului Lazăr”      | sat Ghighiu; comuna Bărcănești             | 1A 44.90038°N 26.06652°E                                              | 1817                                       |                       | Raportează eroare |
| PH-II-m-A-16504.03                                  | Chilii (latura de sud și vest)                | sat Ghighiu; comuna Bărcănești             | 1A 44.89996°N 26.06536°E                                              | 1856                                       |                       | Raportează eroare |
| PH-II-m-A-16504.04                                  | Turn clopotniță                               | sat Ghighiu; comuna Bărcănești             | 1A 44.90084°N 26.06523°E                                              | 1856                                       |                       | Raportează eroare |
| PH-II-m-A-16504.05                                  | Zid de incintă                                | sat Ghighiu; comuna Bărcănești             | 1A 44.90086°N 26.06572°E                                              | 1856                                       | Încarcă foto \| video | Raportează eroare |
| PH-II-m-B-16505 (RAN: 133303.04)                    | Biserica „Cuvioasa Paraschiva” - Ghinoaica    | sat Ghinoaica; comuna Vadu Săpat           | 791                                                                   | 1804                                       | Încarcă foto \| video | Raportează eroare |
| PH-II-m-B-16506                                     | Casa Rosine Stănescu, prima școală din Slănic | localitate componentă Groșani; oraș Slănic | Str. Caragiale Ion Luca 51                                            | 1883 - 1884                                | Încarcă foto \| video | Raportează eroare |
| PH-II-m-B-16507                                     | Casa cu prăvălie Anișoara Drăgoi              | localitate componentă Groșani; oraș Slănic | Str. Caragiale Ion Luca 53                                            | 1918                                       | Încarcă foto \| video | Raportează eroare |
| PH-II-m-B-16508                                     | Casa cu prăvălie Valeriu Popescu              | localitate componentă Groșani; oraș Slănic | Str. Caragiale Ion Luca 75                                            | înc. sec. XX                               | Încarcă foto \| video | Raportează eroare |
| PH-IV-m-B-16902                                     | Cruce de pomenire, din piatră                 | sat Gherghița; comuna Gherghița            | În curtea lui Ion Giuroiu                                             | 1630, 1675                                 | Încarcă foto \| video | Raportează eroare |
| PH-IV-m-B-16903                                     | Cruce de pomenire, din piatră                 | sat Ghinoaica; comuna Vadu Săpat           | Lângă intrarea în biserica „Cuvioasa Paraschiva”                      | 1742                                       | Încarcă foto \| video | Raportează eroare |
| PH-IV-m-B-16904                                     | Cruce de pomenire, din piatră                 | sat Ghinoaica; comuna Vadu Săpat           | La marginea de nord-vest a satului                                    | 1722                                       | Încarcă foto \| video | Raportează eroare |
| PH-IV-m-B-16905                                     | Cruce de pomenire, din piatră                 | sat Gura Vadului; comuna Gura Vadului      | Lângă fântâna din fața magazinului de stat                            | sec. XVIII                                 | Încarcă foto \| video | Raportează eroare |
| PH-IV-m-B-16906                                     | Cruce de pomenire, din piatră                 | sat Gura Vadului; comuna Gura Vadului      | Lângă podul peste Tohăneanca                                          | 1696                                       | Încarcă foto \| video | Raportează eroare |
| PH-IV-m-B-16907                                     | Cruce memorială, de piatră                    | sat Gura Vadului; comuna Gura Vadului      | La 1,5 km vest de sat, pe șoseaua spre Călugăreni                     | 1792                                       | Încarcă foto \| video | Raportează eroare |